# Миколай з Гологорів
Миколай з Гологорів гербу Дембно (лат. Nicolao de Gologori, Nicolaus Gologorski, пол. Mikołaj z Gołogór; пом. не раніше 18 жовтня 1462) — шляхтич, урядник в українських землях Королівства Польського. Посади: львівський підстолій (1440—1459, ) та підкоморій (1460—1461), галицький каштелян (1462). У джерелах також згаданий 3 грудня 1462 та 18 жовтня 1462. У праці «Urzędnicy województwa ruskiego XIV—XVIII wieków» теж вказується запис № CCLXI, але дата — 18 жовтня 1468, але при цьому подають ремарку, що не вказано, чи був живий.
Дружина — Барбара, донька старости львівського, галицького Пйотра Влодковича. Їхня донька Катажина — дружина сандомирського підкоморія Анджея із Сенна і Риманова Гологірського, мати холмського старости Вікторина Сененського.

## Зауваги
1. ↑  Згаданий також у генеалогії Адама Бонецького в 1443 році.
2. ↑  4 червня 1462 згаданий вже як колишній.
3. ↑  Одрук, але власне так у праці Urzędnicy województwa ruskiego… — S. 42.